# Aguçadoura
Aguçadoura é uma vila portuguesa que foi sede da extinta Freguesia de Aguçadoura do Município de Póvoa de Varzim, freguesia que tinha 4,05 km² de área (2012) e 4 257 habitantes (2011) tendo, então, uma densidade populacional de 1 051,1 hab/km². 
A Freguesia de Aguçadoura, que havia sido criada em 1933, foi extinta (agregada) em 2013, no âmbito da reorganização administrativa do território das freguesias, tendo sido agregada à Freguesia de Navais para criar a União das Freguesias de Aguçadoura e Navais.
Antes, em 2011, a povoação de Aguçadoura havia sido elevada à categoria de vila.

## História
A primeira referência histórica a esta povoação aparece na Inquirição de 1258, «... in Petra Aguzadoira que est in termino de Nabaes». Pelas mesmas Inquirições sabe-se que Dona Ouroana Pais Correia estabeleceu aí três casais. Nas inquirições de 1343 aparece descrita como Peranguçadura.
A instalação dos primeiros habitantes foi bastante difícil, pois Aguçadoura encontra-se praticamente assente em dunas e a contínua agressão das areias movidas pelo vento impedia a fixação das populações.
Fazia então parte da paróquia de Navais. Com a criação das freguesias cívis em 1836, Aguçadoura passa a ser um dos lugares da freguesia de Navais.
Até 1836 Navais (que incluía Aguçadoura) pertencia ao município de Barcelos, passando nesse ano para o município da Póvoa de Varzim.
Só a partir do século XVIII a que a povoação tomou alguma importância, pois em 1730 já contava com cerca de 25 famílias e em meados do século XIX a população era já superior ao resto da freguesia de Navais, da qual Aguçadoura fazia parte.
No começo de século XX o ambiente entre os habitantes do lugar de Aguçadoura e as autoridades civis e religiosas de Navais deteriorou-se devido aos desejos dos Aguçadourenses em formarem uma freguesia à parte.
Assim em 1933, o governo decreta a elevação de Aguçadoura à categoria de freguesia, separando-a de Navais à qual sempre havia pertencido.
Em 2011 foi deliberado por unanimidade da Assembleia da República a elevação da principal povoação da freguesia, Aguçadoura, ao estatuto de vila.
Em 2013, no âmbito de uma reforma administrativa nacional, Aguçadoura perde o estatuto de freguesia autónoma e é agregada à freguesia de Navais, passando ambas a formar a União das Freguesias de Aguçadoura e Navais.

### Topónimo
O seu nome deriva de petra aguzadoira (pedra de aguçar ferramentas agrícolas).

## Geografia
Situa-se junto à costa, 6 km a norte da cidade da Póvoa de Varzim.
Para além da sede da freguesia esta era ainda constituida pelos seguintes lugares: Aldeia, Areosa, Caturela, Codicheira, Granjeiro e Santo André.

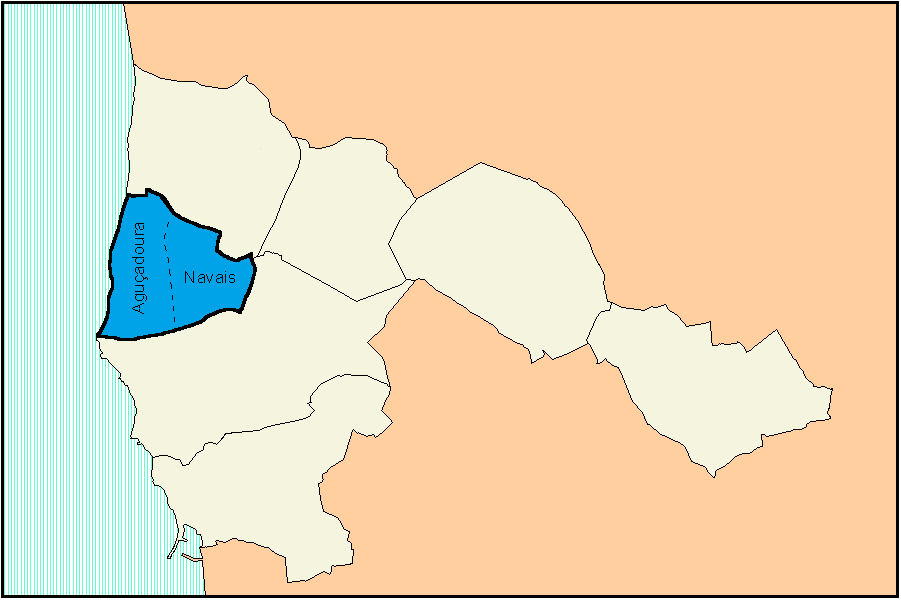
Freguesias do concelho da Póvoa de Varzim. A azul a freguesia de Aguçadoura e Navais. (a tracejado os limites das antigas freguesias).

## Demografia
O gráfico seguinte mostra a evolução demográfica de Aguçadoura desde 1940. Não existem dados oficiais anteriores a essa data.
Nº de habitantes

## Política
Após a instauração da república em Portugal (1910), à semelhança do que acontecia um pouco por todo o país, também em Aguçadoura as eleições eram por vezes palco de atos pouco dignos, com acusações mútuas entre os apoiantes das diferentes fações. Estes episódios levaram à prisão 29 republicanos de Aguçadoura  em 1918, acusados pelos monárquicos de intimidação durante o ato eleitoral. De 1925 existem também relatos de confrontos físicos e de arma branca, mas desta vez sem prisões ou punições. Estes episódios esporádicos duraram até ao final da I República.
Em Aguçadoura, desde as primeiras eleições livres realizadas em 1975, todos os atos eleitorais (exceto em 1985 na eleição da câmara e assembleia municipal que deram a vitória ao CDS) foram ganhos pelo PPD/PSD ou por coligações do qual este partido fazia parte.
Lista dos presidentes de junta desde a fundação da freguesia em 1933, até à sua extinção em 2013:
| #   | Nome                              | Partido | Início | Fim  | Obs.                      |
| --- | --------------------------------- | ------- | ------ | ---- | ------------------------- |
| *   | Alfredo Martíns Torres            | -       | 1933   | 1937 | * Comissão administrativa |
| 1º  | Manuel Francisco Alves            | -       | 1937   | 1941 |                           |
| 2º  | Constantino Gonçalves Carreira    | -       | 1941   | 1945 |                           |
| 3º  | Bernardino José Torres            | -       | 1945   | 1950 |                           |
| 4º  | Artur José Pereira dos Santos     | -       | 1950   | 1952 |                           |
| 5º  | Manuel Dourado Valentim           | -       | 1952   | 1967 |                           |
| 6º  | Adelino André da Costa            | -       | 1967   | 1972 |                           |
| 7º  | David Alves Correia               | -       | 1972   | 1974 |                           |
| *   | Florindo Boucinha Gomes           | -       | 1974   | 1976 | * Comissão administrativa |
| 8º  | Basílio Correia Rosa              | PPD/PSD | 1976   | 1979 |                           |
| 9º  | Ermelindo Eusébio Torres          | PPD/PSD | 1979   | 1985 |                           |
| 10º | Alípio Fontes da Costa            | PPD/PSD | 1985   | 1989 |                           |
| 11º | Ezequiel Leandro da Costa Moreira | PPD/PSD | 1989   | 2001 |                           |
| 12º | Sérgio Augusto Rodrigues Cardoso  | PPD/PSD | 2001   | 2013 |                           |

## Sociedade

### Coletividades
- Agrupamento Escutista 1252 CNE
- Aguça 4x4
- Aguçadoura Futebol Clube
- Centro de Karaté Aguçadourense
- Grupo Cultural e Recreativo Aguçadourense
- Rancho Folclórico da Casa do Povo de Aguçadoura

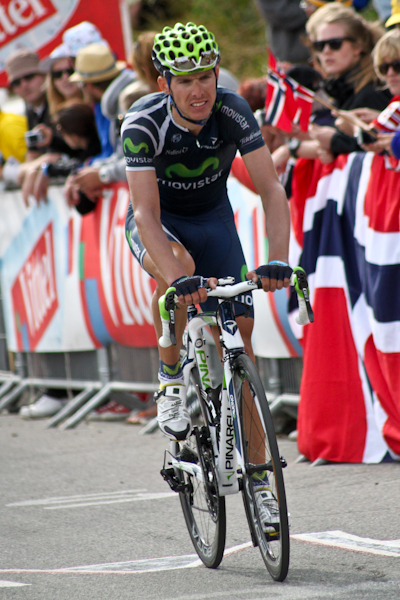
Rui Costa

### Personalidades
- Desportistas
  - João Cabreira  (ex-ciclista profissional, campeão nacional de estrada em 2011)
  - Rui Costa    (ciclista profissional, campeão mundial de estrada (2013), vencedor da Volta à Suiça (2012, 2013 e 2014), campeão nacional de contrarrelógio (2013) e campeão nacional de estrada (2015).

### Património
- Igreja de Nossa Senhora da Boa Viagem
- Fachada da antiga capela
- Campos Masseira

### Paróquia
Aguçadoura é uma paróquia pertencente à Arquidiocese de Braga.
Apesar de já em 1730 os Aguçadourenses terem pedido para aí se construir uma capela, o que sempre foi negado pelas autoridades religiosas de Navais, só em 1873 isso foi possível sendo nesse ano inaugurada a capela. Foi então estabelecida como padroeira do lugar de Aguçadoura, Nossa Senhora da Boa Viagem, devido ao facto de que quase todos os seus habitantes terem familiares emigrados no Brasil ou nas então colónias portuguesas.
A imagem da padroeira foi comprada a um convento de Terras de Bouro, tendo sido restaurada, dando entrada na capela no dia da sua inauguração, em 25 de julho de 1874.
A criação da paróquia é efetuada em 25 de julho de 1934, quase um ano após a criação da freguesia, separando-se da paróquia de Navais.
No entanto devido ao elevado crescimento demográfico a capela começou a revelar-se pequena para as necessidades da comunidade e em 1952 começou a construir-se uma nova igreja, que é hoje a maior de todo o município. Da antiga capela resta ainda a fachada que pode ser vista em frente à nova igreja.
As festas em honra da padroeira (Nossa Senhora da Boa Viagem) realizam-se todos os anos no último domingo de julho.
De realçar o papel social da paróquia na vida da vila, dado que é a ela que se deve a existência de jardins de infância e outros campos sociais.